# Megara Hyblaia
Megara nebo Megara Hyblaia (řec. Μέγαρα Ὑβλαία, mn. číslo stř. rodu) byla řecká kolonie na Sicílii založená dórskými obyvateli z attické Megary. Její pozůstatky se nalézají asi 21 km severně od Syrakus a 10 km jižně od města Augusta. Při vykopávkách, které vede od roku 1949 École française de Rome, se objevily pozůstatky hradby, chrámů a množství domů, drobnější nálezy jsou v muzeu v Syrakusách.

## Historie
Kolonie byla založena kolem roku 728 před n. l. na počátku řecké kolonizace Sicílie. Její obyvatelé později společně s dalšími osadníky založili další sicilské město Selínús. Roku 483 př. n. l. město zničil Gelón ze Syrakus, kolem 340  př. n. l. je Timoleón obnovil a 213  př. n. l. je Římané definitivně zpustošili. 
Z Megary pocházel dramatik Epicharmos.